# Mukoděly
Mukoděly (německy Mokotill jsou malá vesnice a část města Vroutek v okrese Louny. Nachází se asi 3,5 kilometru jižně od Vroutku. Mukoděly je také název katastrálního území o rozloze 4,45 km².

## Název
Původní název Moukoděly odkazuje na lidi, kteří dělali mouku. Po poněmčení v osmnáctém století vznikl německý tvar Mokotill a František Palacký zavedl chybným čtením starších pramenů tvar Mukoděly. V písemných pramenech se název vsi objevuje ve tvarech: Mukodiel (1399), in Mukodielech (1412), w Mukodielech (1542), z Maukodiel (1542), Mukodiely (1577), Maukodiely (1579), ve vsi Maukodielych (1656), Mokotill (1787), Mokotil (1846), Mukoděly a Mokotill (1848) a úředně Mukoděly nebo Mokotil (1854). Používal se také lidový tvar Mogotill.

## Historie
První písemná zmínka o Mukodělech pochází z roku 1399, kdy vesnice pravděpodobně patřila ke šprymberskému panství. Po roce 1483 byla součástí petrohradského panství Buriana z Gutštejna Roku 1542 byl zmíněn Jiří Pšovický z Mukoděl, který ve vsi nejspíše vlastnil dvůr. Vesnice patří k vidhostické farnosti.

## Obyvatelstvo
Při sčítání lidu v roce 1921 zde žilo 282 obyvatel (z toho 127 mužů), z nichž bylo 43 Čechoslováků, 238 Němců a jeden cizinec. Až na jednoho člověka bez vyznání se hlásili k římskokatolické církvi. Podle sčítání lidu z roku 1930 měla vesnice 232 obyvatel: 38 Čechoslováků, 193 Němců a jednoho cizince. Kromě jednoho evangelíka a jednoho člověka bez vyznání byli římskými katolíky.
|                                                                    | 1869 | 1880 | 1890 | 1900 | 1910 | 1921 | 1930 | 1950 | 1961 | 1970 | 1980 | 1991 | 2001 | 2011 |
| ------------------------------------------------------------------ | ---- | ---- | ---- | ---- | ---- | ---- | ---- | ---- | ---- | ---- | ---- | ---- | ---- | ---- |
| Obyvatelé                                                          | 215  | 256  | 246  | 281  | 278  | 282  | 232  | 101  | 117  | 35   | 18   | 8    | 8    | 12   |
| Domy                                                               | 33   | 34   | 42   | 47   | 51   | 52   | 50   | 46   | —    | 10   | 8    | 19   | 24   | 10   |
| Počet domů z roku 1961 je zahrnut v celkovém počtu domů Vidhostic. |      |      |      |      |      |      |      |      |      |      |      |      |      |      |

## Rodáci
- Franz Albl (* 1849), politik

## Galerie

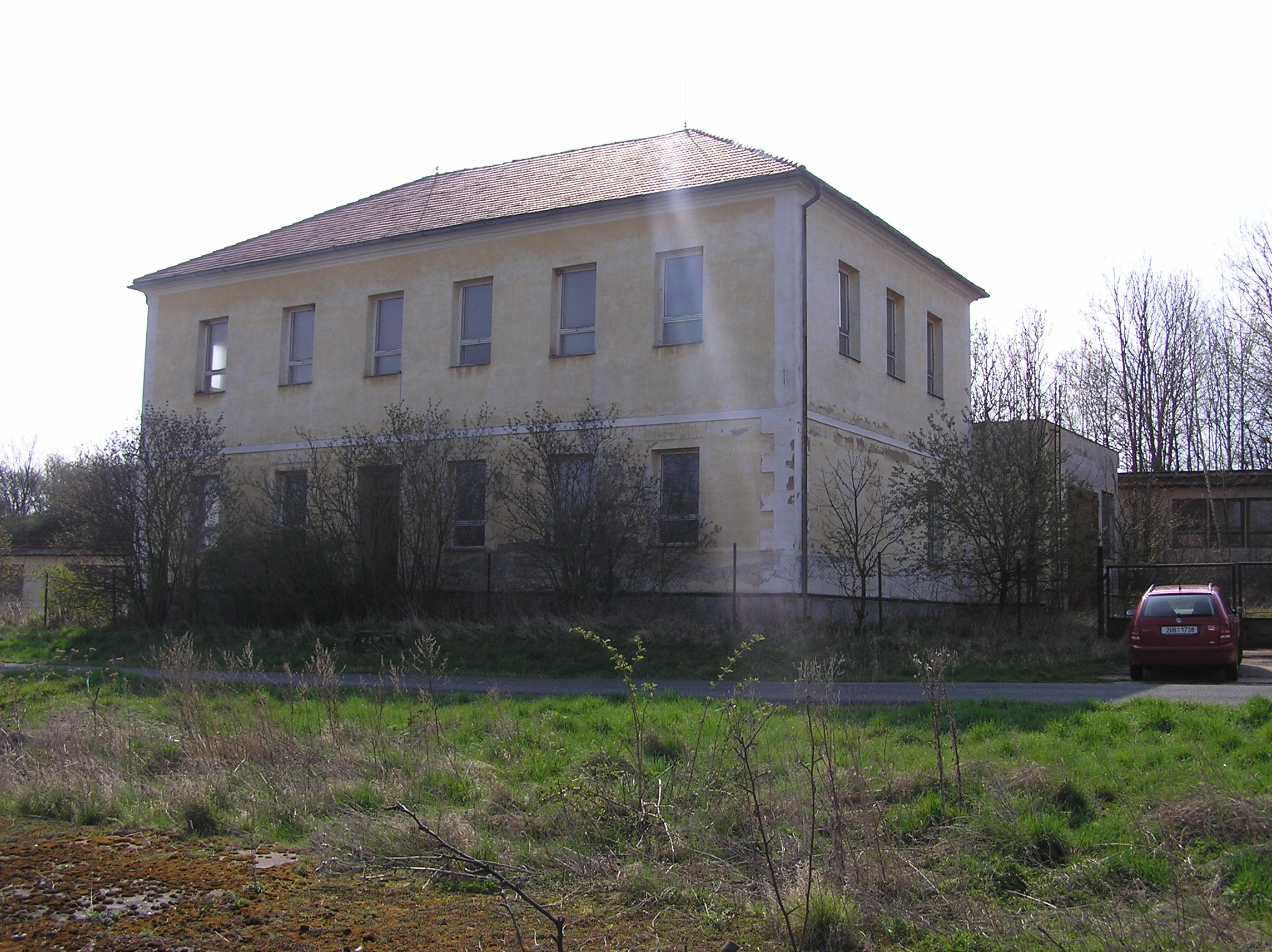
Bývalá škola
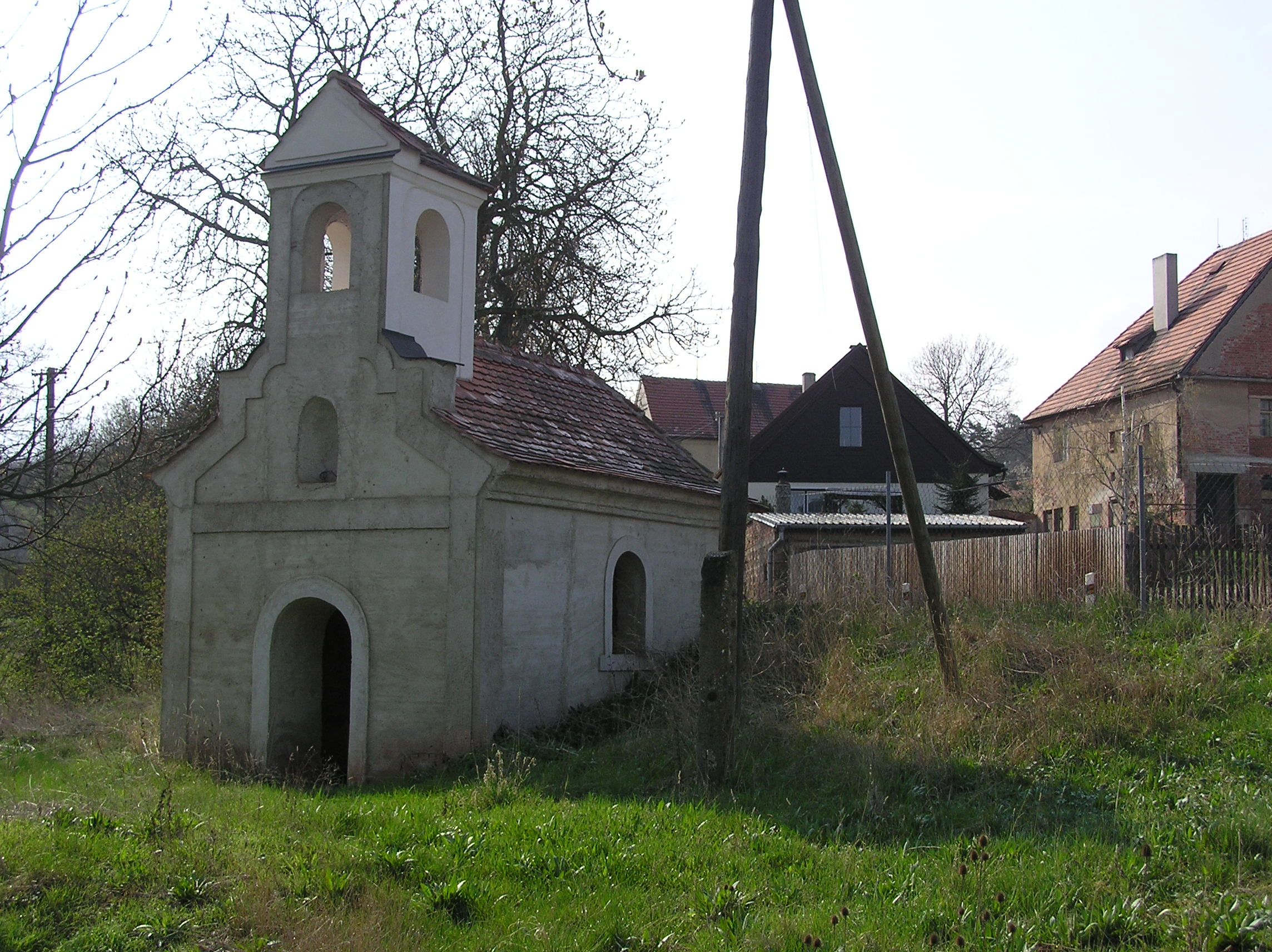
Kaple na návsi
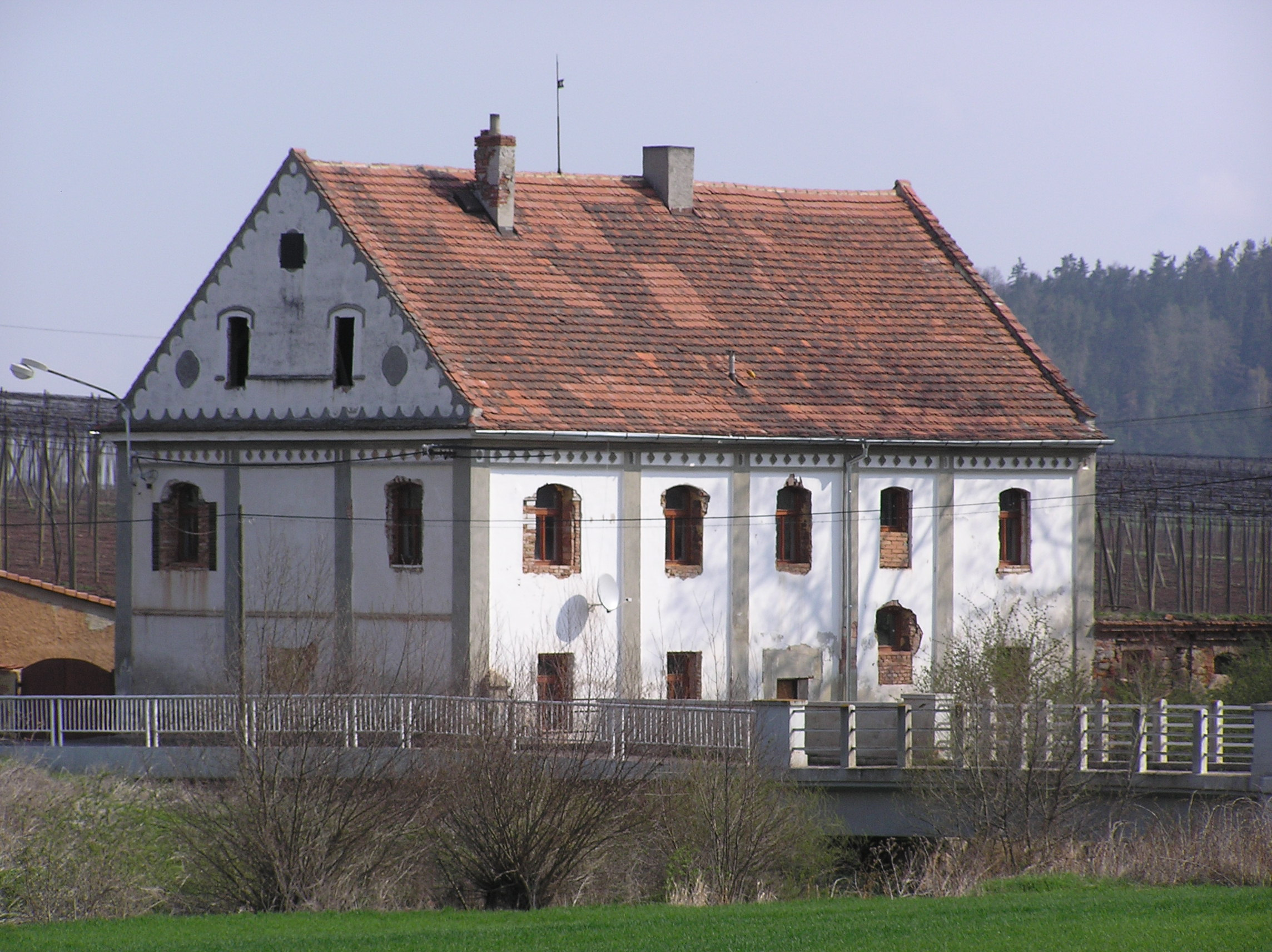
Mlýn na Blšance